# Ernst Gernandt
Ernst Hjalmar Gernandt, född 20 februari 1860 i Halmstad, död 5 januari 1925 i Stockholm, var en svensk bokförläggare.
Ernst Gernandt var son till Christian Gernandt han utexaminerades från Alnarps lantbruksinstitut 1880 och anställdes därefter i faderns företag. Då fadern drog sig tillbaka från verksamheten, övertogs den av ett nytt bolag, C. & E. Gernandts förlags AB, med Ernst som VD och tillsammans med brodern Christian huvudintressent. Under Ernst Gernandts ledning företaget med Gustaf af Geijerstam som litterär rådgivare 1897–1802 att satsa på utgivning av skönlitterära verk av August Strindberg, Per Hallström, Gustaf af Geijerstam med flera. Han startade även storskalig utgivning av översatta romaner av Honoré de Balzac, Anatole France, Thomas Hardy, Rudyard Kipling, vilka till en del utgavs som billighetsserier. Förlaget inköptes 1903 av F. & G. Beijers förlag, Ernst Gernandt kvarstod dock som VD fram till 1912. Då Nordisk familjeboks förlagsaktiebolag bildades 1903, var Ernst Gernandt tillsammans med W. Landgren den största intressenten, och från 1914 var han VD för detta bolag. Gernandt är begravd på Norra begravningsplatsen utanför Stockholm.